# 顔無紳士
『顔無紳士』（ポーカーフェイス）は、ELEKITER ROUND 0の5枚目のミニアルバム。2014年2月26日にマリン・エンタテインメントから発売された。

## 概要
初回限定盤、通常盤ともにボーナストラックとしてデュエット曲のソロバージョンを収録。
初回限定盤にはPVとメイキング映像を収録したDVDが同梱されており、PVにはゲストとして櫻井孝宏が参加。

## 収録曲
1. 顔無紳士 [4:31]
作詞：立花慎之介、作曲・編曲：川越好博
  - テレビ東京『アニメDON!』2月度エンディングテーマ
2. Beach-pop!! [4:27]
作詞：日野聡、作曲・編曲：西岡和哉
3. DIZZY PLAY [3:38]
作詞：こだまさおり、作曲・編曲：MariC
4. World's end supernova [3:45]
作詞：tadd、作曲・編曲：西岡和哉

DVD
- 初回限定盤のみに同梱。

1. 顔無紳士（PV、メイキング）